# میلدرید ریکتر
میلدرید ریکتر (انگلیسی: Mildred Richter؛ ۸ ژوئیه ۱۸۹۹ – ۱۵ نوامبر ۱۹۷۲) تدوین‌گر و فیلم‌نامه‌نویس اهل ایالات متحده آمریکا بود.
از فیلم‌هایی که وی در آن‌ها نقش داشته‌است، می‌توان به بال‌ها و تاکسی ۱۳ اشاره نمود.